# Aguas Blancas (comuna)
Aguas Blancas fue una de las comunas que integró el antiguo departamento de Antofagasta, en la provincia de Antofagasta.
En 1930, de acuerdo al censo de ese año, la comuna tenía una población de 1443 habitantes. Su territorio fue organizado por Decreto con Fuerza de Ley N.º 8.583 del 30 de diciembre de 1927, a partir del territorio de la subdelegación 4.° Aguas Blancas.

## Historia
La comuna fue creada por Decreto con Fuerza de Ley N.º 8.583 del 30 de diciembre de 1927, con el territorio de la subdelegación 4.° Aguas Blancas.
El Decreto Ley N.º 2.868 del 26 de octubre de 1979, como parte del proceso de regionalización impulsado por la dictadura militar chilena, suprimió la comuna.